# Jarnell Stokes
Jarnell Stokes (Memphis, 7 de janeiro de 1994) é um jogador norte-americano de basquete profissional que atualmente joga pelo Sioux Falls Skyforce, disputando a NBA D-League. Foi draftado em 2014 na segunda rodada pelo Utah Jazz.